# Numero omirpimes
Un numero omirpimes è un numero semiprimo non palindromo le cui cifre, scritte in ordine inverso, danno origine a loro volta a un altro numero semiprimo (da cui la denominazione omirpimes, scrittura inversa di semiprimo).
I numeri omirpimes di due cifre sono: 15/51 - 26/62 - 39/93 - 49/94 - 58/85.